# 니시타카야역
니시타카야역(일본어: 西高屋駅 니시타카야에키[*])은 일본 히로시마현 히가시히로시마시에 있는 서일본 여객철도 산요 본선의 역이다. 상대식 승강장 2면 2선의 구조를 가지는 지상역이다.

## 타는 곳
| 플랫폼 | 노선        | 방향   | 행선지                 |
| ------ | ----------- | ------ | ---------------------- |
| 1      | ■ 산요 본선 | 상행선 | 미하라 · 후쿠야마 방면 |
| 2 · 3  | ■ 산요 본선 | 하행선 | 사이조 · 히로시마 방면 |

## 이용 현황
| 연도   | 하루 평균 승차 인원 |
| 2002년 | 4,886               |
| 2003년 | 4,909               |
| 2004년 | 5,115               |
| 2005년 | 5,345               |
| 2006년 | 5,532               |
| 2007년 | 5,732               |
| 2008년 | 5,797               |
| 2009년 | 5,857               |
| ------ | ------------------- |

## 역 주변
- 산요 자동차도 다카야 나들목
- 긴키 대학 공학부
- 히로시마 은행 · 모미지 은행 다카야 지점
- 이온 다카야 쇼핑센터
- 훼미리마트

## 역사
- 1917년 7월 13일 : 니시타카야 신호장(일본어: 西高屋信号場)으로 개설.
- 1926년 10월 1일 : 역으로 승격. 니시타카야역으로 개업.
- 1987년 4월 1일 : 민영화에 따라, 서일본 여객철도에 계승.

## 인접 정차역
| 서일본 여객철도 산요 본선 | 서일본 여객철도 산요 본선 | 서일본 여객철도 산요 본선 |
| ------------------------- | ------------------------- | ------------------------- |
| 시라이치 고베 방면        | ■ 산요 본선               | 사이조 모지 방면          |